# كاسوس
كاسوس هي جزيرة تقع في بحر إيجة تتبع إقليم جنوب إيجة، اليونان.